# Баскарбаев, Ергалий
Ергалий (Ергали) Баскарбаев (1921—1998) — советский связист, монтёр Семипалатинского узла связи Министерства связи Казахской ССР, Герой Социалистического Труда (1966).

## Биография
Родился в Семипалатинске в 1921 году.
Участник Великой Отечественной войны. Награждён медалью «За оборону Ленинграда».[уточнить]
Демобилизован в сентябре 1946 года. Вернулся в родной город.
На протяжении тридцати шести лет (с февраля 1947 по март 1983 года) работал электромонтером Семипалатинского эксплуатационно-технического узла связи. Обслуживал участок магистральной телеграфно-телефонной линии Новосибирск — Алма-Ата.
Обеспечивал бесперебойную работу связи, на протяжении многих лет на его участке не было случаев линейных повреждений.
За многолетние заслуги в труде указом Президиума Верховного Совета СССР от 18 июля 1966 года ему в числе первых представителей отрасли было присвоено высшее звание Героя Социалистического Труда с вручением ордена Ленина и медали «Серп и Молот».
Помимо этого, Баскарбаев был награждён знаком «Отличник социалистического соревнования Министерства связи СССР», медалью «За трудовое отличие».